# Nokia X2 (2014)
Nokia X2 — смартфон, выпускавшийся Microsoft Mobile под брендом Nokia с 2014 года в качестве замены для выпущенного в том же году Nokia X и X+. Является последним Android-смартфоном, выпущенным мобильным подразделением Microsoft под брендом Nokia. Представлен в июне 2014 года.

## Описание
Корпус смартфона имеет необычный дизайн, а именно — он сделан из двухслойного поликарбоната. Нижний слой изготовлен из цветного материала, а верхний — из почти прозрачного, слегка подкрашенного в цвет нижнего слоя. Ранее такое дизайнерское решение применялось в нескольких бюджетных смартфонах серии Nokia Asha. Отмечается, что смартфон выделяется своим необычным дизайном, но качество сборки корпуса довольно посредственное.
Экран Nokia X2 имеет диагональ 4.3" и выполнен по технологии IPS ClearBlack. Его яркость варьируется в диапазоне от 9 до 455 кд/м2. К достоинствам экрана эксперты относят отсутствие воздушного промежутка (OGS), близкий к sRGB цветовой охват и хороший цветовой баланс. К недостаткам — слабое олеофобное покрытие и плохие углы обзора.
Особенностью устройства является его операционная система X Software Platform — прошивка на базе Android Open Source Project с графической оболочкой типа Modern UI («плиточный» интерфейс), в которой отсутствуют сервисы Google. В качестве приложений по умолчанию установлены сервисы Microsoft и Nokia, а в версии для России — второй магазин приложений Yandex.Store. Это существенно ограничивает пользователей в выборе приложений, поскольку к магазину Google Play стандартными средствами подключиться невозможно. Сообществом сайта AllNokia.ru была разработана специальная программа Nokia X2 Tools, с помощью которой можно установить Google Play и получить права суперпользователя. Кроме того, установка отсутствующих в стандартных репозиториях приложений возможна путём получения apk-файлов через браузер или по Bluetooth.

## Характеристики
- 2 SIM-карты, GSM 850/900/1800/1900 МГц, 3G 900/2100 МГц
- Операционная система: Android 4.3 Jelly Bean, собственная оболочка
- Процессор: 2-ядерный Qualcomm Snapdragon 200 (MSM8225) с частотой 1,2 ГГц, ускоритель Adreno 302
- Память: 1 ГБ ОЗУ, 4 ГБ встроенной памяти, слот для карт microSD
- Экран: IPS 4,3", 800 x 480 пикселей, ClaerBlack
- Камера: 5 Мп с автофокусом, видео 1280х720 точек, 30 fps. Фронтальная камера 0,3 Мп
- Беспроводная связь: Wi-Fi 802.11 b/g/n, Bluetooth 4.0
- GPS с бесплатной голосовой автомобильной навигацией, офлайн-карты, загружаемые карты и языки
- Питание: съемный аккумулятор емкостью 1800 мА*ч
- Размеры, вес: 121.7 x 68,3×11.1 мм, 150 г